# قرغان تبه
قرغان تبه هي مدينة ومركز مقاطعة قرغان تبه في ولاية أنديجان في أوزبكستان.